# Merionoeda callifera
Merionoeda callifera är en skalbaggsart som beskrevs av Holzschuh 1991. Merionoeda callifera ingår i släktet Merionoeda och familjen långhorningar. Inga underarter finns listade i Catalogue of Life.